# Квинт Марций Тремул
Квинт Марций Тремул (на латински: Quintus Marcius Tremulus) e политик на Римската република. Той произлиза от фамилията Марции.
През 306 пр.н.е. Тремул е консул с Публий Корнелий Арвина. Двамата консули се бият в крайната фаза на втората самнитска война. Колегата му се бие със самнитите, a Тремул се бие успешно против херниките и завладява столицата им Anagni (Anagnia) и я превръща в префектура. Заради тази победа той получава триумф и статуя на кон пред храма на Кастор и Полукс, което по-късно е описано от Цицерон.
През 288 пр.н.е. той е за втори път консул отново с Публий Корнелий Арвина.
Неговият син Квинт Марций Филип e консул през 281 пр.н.е.